# Tadeusz Krajewski
Tadeusz Krajewski (ur. 1928, zm. 4 lipca 2024) – polski biolog, prof. zw. dr hab.

## Życiorys
W 1962 r. obronił pracę doktorską, w 1977 r. został profesorem nadzwyczajnym, a w 1990 r. profesorem zwyczajnym. Pracował w Katedrze Biochemii Ogólnej  na Wydziale Biologii i Ochrony Środowiska Uniwersytetu Łódzkiego.

## Odznaczenia
- Odznaka OHP[4]
- Nagroda Rektora Uniwersytetu Łódzkiego[4]
- Nagroda Ministra[4]
- Medal Komisji Edukacji Narodowej[4]
- Krzyż Kawalerski Orderu Odrodzenia Polski[4]